# Giro delle Fiandre 1996
Il Giro delle Fiandre 1996, ottantesima edizione della corsa e valida come secondo evento della Coppa del mondo di ciclismo su strada 1996, fu disputato il 7 aprile 1996, per un percorso totale di 269 km. Fu vinto dall'italiano Michele Bartoli, al traguardo con il tempo di 6h27'00" alla media di 41,705 km/h.
Partenza a Sint-Niklaas con 185 corridori di cui 111 portarono a termine il percorso.

## Squadre e ciclisti partecipanti
| N.    | Cod. | Squadra                     |
| ----- | ---- | --------------------------- |
| 1-5   | GAN  | GAN                         |
| 6-9   | PLT  | Team Polti                  |
| 10-12 |      | Palmans-Boghemans           |
| 13-14 |      | Vosschemie-Zetelhallen      |
| 15-17 |      | San Marco Group             |
| 18-20 |      | Collstrop-Lystex            |
| 21-25 | VLA  | Vlaanderen 2002-Eddy Merckx |
| 26-29 | AKI  | Aki-Gipiemme                |
| 30-36 | ROS  | Roslotto-ZG Mobili          |
| 37-38 | BRE  | Brescialat                  |
| 39-44 | LOT  | Lotto-Isoglass              |
| 45-49 | REF  | Refin-Mobilvetta            |

| N.      | Cod. | Squadra                  |
| ------- | ---- | ------------------------ |
| 50-55   | MAG  | MG Maglificio-Technogym  |
| 56-61   | SAE  | Saeco-Estro-A.S. Juvenes |
| 62-67   | RAB  | Rabobank                 |
| 68-71   | MOT  | Motorola                 |
| 72-79   | MAP  | Mapei-GB                 |
| 80-83   | PAN  | Panaria-Vinavil          |
| 84-85   | KEL  | Kelme-Costa Blanca       |
| 86-91   | TEL  | Team Deutsche Telekom    |
| 92-96   | GEW  | Gewiss-Playbus           |
| 97-101  | FES  | Festina-Lotus            |
| 102-107 | TVM  | TVM-Farm Frites          |
| 108-111 | CAR  | Carrera Jeans            |

## Ordine d'arrivo (Top 10)
| Pos. | Corridore           | Squadra        | Tempo    |
| ---- | ------------------- | -------------- | -------- |
| 1    | Michele Bartoli     | MG Maglificio  | 6h27'00" |
| 2    | Fabio Baldato       | MG Maglificio  | a 55"    |
| 3    | Johan Museeuw       | Mapei-GB       | s.t.     |
| 4    | Vjačeslav Ekimov    | Rabobank       | s.t.     |
| 5    | Fabiano Fontanelli  | MG Maglificio  | s.t.     |
| 6    | Andrej Čmil'        | Lotto-Isoglass | s.t.     |
| 7    | Laurent Brochard    | Festina-Lotus  | s.t.     |
| 8    | Oleksandr Hončenkov | Roslotto       | s.t.     |
| 9    | Rolf Sørensen       | Rabobank       | s.t.     |
| 10   | Peter Van Petegem   | TVM            | s.t.     |